# Рио де ла Плата (бронепалубен крайцер, 1898)
Рио де ла Плата (на испански: Rio de la Plata) е малък бронепалубен крайцер на Военноморските сили на Испания от края на 19 век. Корабът е построен във Франция, с даренията на испански емигранти живеещи в Аржентина и Уругвай. Конструиран е за колониална служба. Към началото на Първата световна война е морално остарял и преправен на минен заградител.
Защитата на кораба е съставена от бронирана палуба и броня по бойната рубка.

## История на службата
Преминава модернизация през 1920 г.: въоръжението е съкратено на 2x1 140/43 mm оръдия Schneider-Canet и 4x1 105/32 оръдия Krupp M1897 плюс морски мини.
От 1921 г. „Рио де ла Плата“ е плаваща база за хидроплани в Барселона. Предаден за скрап през 1931 г.